# Sergiusia
Sergiusia là một chi bướm đêm thuộc họ Noctuidae.

## Loài
- Sergiusia pentelia Druce, 1887